# Wilhelm Franz Herter
 Wilhelm Gustav Franz Herter, conocido en español también como Guillermo Herter (Berlín, 10 de enero de 1884-Hamburgo, 17 de abril de 1958) fue un botánico alemán.

## Biografía
Herter se especializaba en sistemática —especialmente en Lycopodiales— y en la micólogía. Trabajó en Alemania y en Uruguay. Entre 1941 y 1944 intervino en el Instituto de Botánica de la Universidad Jagiellonian de Cracovia, en la Polonia ocupada, convirtiendo al Instituto en un establecimiento bajo el nombre de Botanische Anstalten.
En su extensa actividad identificó y nombró a 1449 especies.

## Obra
- "Beiträge zur Kenntnis der Gattung Lycopodium", 1908
- "Plantae Uruguayenses", (con Cornelius Osten), 1925
- Flora ilustrada del Uruguay. 1927. Dahlem bei Berlin
- Las plantas uruguayas de Ernesto Gibert. 1928
- La huerta escolar. 1928. Anales de instrucción primaria. 24. 26
- Florula Uruguayensis (plantae vasculares). 1930. Montevideo: (Selbstverl.). 191 pp.
- Florula Uruguayensis (plantae avasculares). 1930 a 1933. 84 pp.
- Un caso de desdoblamiento floral en una liliácea uruguaya. 1933. 8 pp.
- Flora ilustrada del Uruguay. Tomo I. 1939. Dahlem bei Berlin

## Honores

### Eponimia
Especies, más de 50
- (Cactaceae) Notocactus herteri (Werderm.) Buining & Kreuz.[3]
- (Cyperaceae) Cyperus herteri Kük. ex Osten[4]
- (Fabaceae) Centrosema herteri Harms ex Herter[5]
- (Hymenophyllaceae) Hymenophyllum herterianum Brause[6]
- (Lycopodiaceae) Huperzia herteriana (Kumm.) T.Sen & U.Sen[7]
- (Verbenaceae) Glandularia herteri (Moldenke) Tronc.[8]

- La abreviatura «Herter» se emplea para indicar a Wilhelm Franz Herter como autoridad en la descripción y clasificación científica de los vegetales.[9]